# Uwe Krupp
Temple de la renommée de l'IIHF : 2017
Temple de la renommée allemand :
Uwe Krupp (né le 24 juin 1965 à Cologne en Allemagne) est un joueur professionnel allemand de hockey sur glace devenu entraîneur. Il est le père de Björn Krupp.

## Biographie

### Carrière de joueur
Après avoir été découvert par Scotty Bowman, alors entraîneur et directeur général des Sabres de Buffalo dans la Ligue nationale de hockey, alors qu'il jouait pour l'équipe nationale allemande, Krupp fut choisi par les Sabres au cours du repêchage d'entrée dans la LNH 1983 en 11e ronde, 214e au total, des Kölner Haie, club avec lequel il remporta deux fois le championnat d'Allemagne de l'Ouest, en 1984 et 1986. Débutant en Amérique du Nord contre les Canadiens de Montréal, Krupp passa la majeure partie de la saison avec les Americans de Rochester, avec lesquels il remporta la Coupe Calder de la Ligue américaine de hockey.
Krupp s'est rendu célèbre en marquant le mémorable but gagnant de la Coupe Stanley pour l'Avalanche du Colorado en 3e période supplémentaire de la finale de 1996 contre les Panthers de la Floride. Il remporta une seconde Coupe Stanley en 2002 avec les Red Wings de Détroit.
Au cours de sa carrière dans la LNH, Krupp joua 729 matches pour les Sabres, l'Avalanche, les Islanders de New York, les Nordiques de Québec, les Red Wings et les Thrashers d'Atlanta avant que les blessures ne le contraignent à se retirer de la compétition.

### Carrière internationale
Krupp a participé avec l'Allemagne de l'Ouest aux championnats du monde de 1986 et 1990 et avec l'Allemagne réunifiée aux Jeux olympiques d'hiver de 1998 à Nagano.

### Carrière d'entraîneur
Il fut nommé entraîneur-chef de l'équipe nationale Allemande le 15 décembre 2005 ; il fut intronisé au temple de la renommée du hockey allemand immédiatement après sa retraite.

## Statistiques
| Saison     | Équipe                 | Ligue      |     | Saison régulière | Saison régulière | Saison régulière | Saison régulière | Saison régulière |   | Séries éliminatoires | Séries éliminatoires | Séries éliminatoires | Séries éliminatoires | Séries éliminatoires |
| Saison     | Équipe                 | Ligue      | PJ  | B                | A                | Pts              | Pun              | PJ               | B | A                    | Pts                  | Pun                  |                      |                      |
| 1982-1983  | Cologne EC             | DEL        | 10  | 0                | 0                | 0                | 0                |                  |   |                      |                      |                      |                      |                      |
| 1983-1984  | Cologne EC             | DEL        | 40  | 0                | 4                | 4                | 22               |                  |   |                      |                      |                      |                      |                      |
| 1984-1985  | Cologne EC             | DEL        | 30  | 7                | 7                | 14               | 24               | 9                | 4 | 1                    | 5                    | 12                   |                      |                      |
| 1985-1986  | Cologne EC             | DEL        | 45  | 10               | 21               | 31               | 83               |                  |   |                      |                      |                      |                      |                      |
| 1986-1987  | Americans de Rochester | LAH        | 42  | 3                | 19               | 22               | 50               | 17               | 1 | 11                   | 12                   | 16                   |                      |                      |
| 1986-1987  | Sabres de Buffalo      | LNH        | 26  | 1                | 4                | 5                | 23               |                  |   |                      |                      |                      |                      |                      |
| 1987-1988  | Sabres de Buffalo      | LNH        | 75  | 2                | 9                | 11               | 151              | 6                | 0 | 0                    | 0                    | 15                   |                      |                      |
| 1988-1989  | Sabres de Buffalo      | LNH        | 70  | 5                | 13               | 18               | 55               | 5                | 0 | 1                    | 1                    | 4                    |                      |                      |
| 1989-1990  | Sabres de Buffalo      | LNH        | 74  | 3                | 20               | 23               | 85               | 6                | 0 | 0                    | 0                    | 4                    |                      |                      |
| 1990-1991  | Sabres de Buffalo      | LNH        | 74  | 12               | 32               | 44               | 66               | 6                | 1 | 1                    | 2                    | 6                    |                      |                      |
| 1991-1992  | Sabres de Buffalo      | LNH        | 8   | 2                | 0                | 2                | 6                |                  |   |                      |                      |                      |                      |                      |
| 1991-1992  | Islanders de New York  | LNH        | 59  | 6                | 29               | 35               | 43               |                  |   |                      |                      |                      |                      |                      |
| 1992-1993  | Islanders de New York  | LNH        | 80  | 9                | 29               | 38               | 67               | 18               | 1 | 5                    | 6                    | 12                   |                      |                      |
| 1993-1994  | Islanders de New York  | LNH        | 41  | 7                | 14               | 21               | 30               | 4                | 0 | 1                    | 1                    | 4                    |                      |                      |
| 1994-1995  | Nordiques de Québec    | LNH        | 44  | 6                | 17               | 23               | 20               | 5                | 0 | 2                    | 2                    | 2                    |                      |                      |
| 1994-1995  | EV Landshut            | DEL        | 5   | 1                | 2                | 3                | 6                |                  |   |                      |                      |                      |                      |                      |
| 1995-1996  | Avalanche du Colorado  | LNH        | 6   | 0                | 3                | 3                | 4                | 22               | 4 | 12                   | 16                   | 33                   |                      |                      |
| 1996-1997  | Avalanche du Colorado  | LNH        | 60  | 4                | 17               | 21               | 48               |                  |   |                      |                      |                      |                      |                      |
| 1997-1998  | Avalanche du Colorado  | LNH        | 78  | 9                | 22               | 31               | 38               | 7                | 0 | 1                    | 1                    | 4                    |                      |                      |
| 1998-1999  | Red Wings de Détroit   | LNH        | 22  | 3                | 2                | 5                | 6                |                  |   |                      |                      |                      |                      |                      |
| 2001-2002  | Red Wings de Détroit   | LNH        | 8   | 0                | 1                | 1                | 8                | 2                | 0 | 0                    | 0                    | 2                    |                      |                      |
| 2002-2003  | Thrashers d'Atlanta    | LNH        | 4   | 0                | 0                | 0                | 10               |                  |   |                      |                      |                      |                      |                      |
| Totaux LNH | Totaux LNH             | Totaux LNH | 729 | 69               | 212              | 281              | 660              | 81               | 6 | 23                   | 29                   | 86                   |                      |                      |